# Biblioteca comunale Franco La Rocca
La biblioteca comunale "Franco La Rocca" è un centro servizi bibliotecario comunale della città di Agrigento, che si trova al centro della città.

## Storia
La biblioteca fu fondata nel 1888, mentre nel 1983 venne istituita come ente con il nome di "Biblioteca Santo Spirito" dal bibliotecario palermitano Francesco La Rocca che ne fu il primo direttore.
Dopo la sua scomparsa prematura la "biblioteca Santo Spirito" fu ridedicata a suo nome.
Nel 2008 la biblioteca fu trasferita in un palazzo storico di Agrigento, ex archivio notarile, opportunamente ristrutturato, ed venne inaugurata il 30 maggio dello stesso anno alla presenza del sindaco di Agrigento Marco Zambuto, e delle autorità culturali della città di Agrigento.

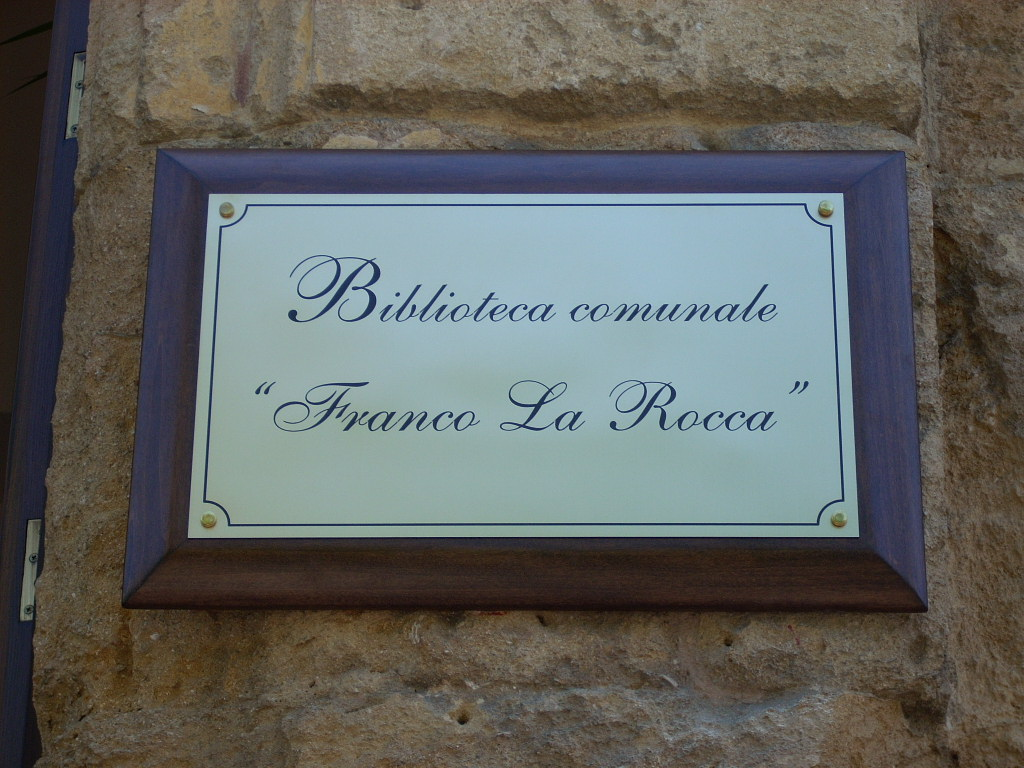
Targa Biblioteca Franco La Rocca